# Bergulmen-Spanner
Der Bergulmen-Spanner (Venusia blomeri, Syn.: Discoloxia blomeri) oder Ulmen-Blattspanner ist ein Schmetterling (Nachtfalter) aus der Familie der Spanner (Geometridae). Die Art wurde von John Curtis nach dem britischen Amateurentomologen Charles Blomer benannt.

## Merkmale

### Falter
Die Flügelspannweite der Falter beträgt 20 bis 26 Millimeter. Die Vorderflügel besitzen eine grauweiße Färbung mit einigen verwischten dunklen Querlinien. Das Wurzelfeld ist ungleichmäßig hellbraun überstäubt. Vor der Flügelspitze befindet sich ein großer kastanienbrauner Fleck, der zum Mittelfeld hin dunkel begrenzt ist und sich in abgeschwächter, sich verjüngender Form bis zum Innenrand ausdehnt. Diese Zeichnung charakterisiert die Art eindeutig. Die weißgrauen Hinterflügel zeigen einige undeutliche dunkle Querlinien.

### Ei, Raupe, Puppe
Das Ei ist gelb, klein, eckig, flach und besitzt rautenförmige Vertiefungen. Die Raupe ist gelblich oder hellgrün gefärbt. Kopf, Brustsegment und das vorletzte Segment sind auffallend rotbraun. Die Puppe ist gedrungen mit sich verjüngendem Hinterleib und gekrümmten Haken am Kremaster.

## Synonyme
- Discoloxia blomeri
- Larentia blomeri

## Vorkommen
Die Art kommt in Mittel- und Osteuropa, Großbritannien, Skandinavien sowie Nordasien vor. Sie ist insbesondere in höheren Mittelgebirgen, im Alpenvorland sowie den Alpen anzutreffen und bevorzugt felsige Waldtäler, steinige Halden und Schluchten.

## Lebensweise
Die nachtaktiven Falter fliegen in zwei Generationen von Ende Mai bis Ende Juli bzw. von Ende August bis Ende September. Dementsprechend sind die Raupenzeiten von September bis Oktober und von Juli bis August. Die Raupen ernähren sich von den Blättern der Bergulme (Ulmus glabra) oder der Feldulme (Ulmus minor) und verpuppen sich in einem Gespinst zwischen den Blättern. Die Puppen überwintern.

## Gefährdung
In Deutschland kommt die Art vereinzelt vor und wird auf der Roten Liste gefährdeter Arten in Kategorie 3 (gefährdet) geführt.